# Compagnie nantaise des chargeurs de l'Ouest
Avant 1938, la Compagnie nantaise de navigation à vapeur est détenue par la Compagnie générale transatlantique et par les Chargeurs de l'Ouest (Société Anonyme des Chargeurs de l'Ouest (SACO)).
En 1938, la Compagnie générale transatlantique cède les parts qu'elle possède dans la Compagnie nantaise de navigation à vapeur. Cette dernière est complètement absorbée par les Chargeurs de l'Ouest.
Cette nouvelle compagnie devient la Compagnie nantaise des chargeurs de l'Ouest (CNCO).
En 1968, la Nouvelle compagnie havraise péninsulaire (anciennement Compagnie havraise péninsulaire de navigation à vapeur qui elle-même succédait aux Lignes Eugène Grosos) absorbe la Compagnie nantaise des chargeurs de l'Ouest. Elle en devient une filiale et prend le nom de Société nantaise des chargeurs de l'Ouest (SNCO).
Immatriculée le 17 février 1969 sous le numéro 869-800-441, elle sera radiée le 27 janvier 1989.
| Nom            | Chantiers de construction                       | Type               | Année de livraison | Entrée Chargeurs | Sortie Chargeurs                                                       |
| -------------- | ----------------------------------------------- | ------------------ | ------------------ | ---------------- | ---------------------------------------------------------------------- |
| Surville       | Eltringham                                      | cargo minéralier   | 1919               | 31/10/1919       | 06/11/1942                                                             |
| Cassard        | Grangemouth                                     | cargo minéralier   | 1920               | mars-20          | 18/07/1940                                                             |
| Rhuys          | Chantiers de la Loire Nantes                    | cargo minéralier   | 1920               | 01/04/1920       | Détruit par une mine le 19/11/1939 au large de l'estuaire de la Humber |
| Beaumanoir     | Murdoch & Murray Port Glasgow                   | cargo minéralier   | 1920               | 30/08/1920       | juil-40                                                                |
| Moncousu       | Mackay Bros. Alloa                              | cargo minéralier   | 1912               | 11/02/1921       | 18/07/1940                                                             |
| Kervegan       | Chantiers Dubigeon                              | cargo minéralier   | 1922               | 15/12/1923       | 09/02/1941                                                             |
| Graslin        | Chantiers Dubigeon                              | cargo minéralier   | 1925               | 10/05/1925       | 26/01/1955                                                             |
| Monselet       | Thompson Sunderland                             | cargo minéralier   | 1929               | 15/01/1929       | 20/09/1941                                                             |
| Divatte        | J. Crown & Sons Ltd, Sunderland                 | cargo minéralier   | 1918               | 25/08/1919       | 28/10/1941                                                             |
| Guermor        | Gebr , E M Coops Hoogezand                      | cargo minéralier   | 1923               | 19/02/1925       | 1938                                                                   |
| Cens           | Chantiers de Penhoët St Nazaire                 | cargo minéralier   | 1926               | 18/06/1926       | 1952                                                                   |
| Isac           | Chantiers de Penhoët St Nazaire                 | cargo minéralier   | 1926               | 13/07/1926       | 1955                                                                   |
| Penchateau (1) | De Haam Oerlemans                               | cargo minéralier   | 1920               | 30/04/1927       | 1954                                                                   |
| Brazmor        | J. D. Morris Ltd, Newcastle                     | cargo minéralier   | 1919               | 30/04/1931       | 1936                                                                   |
| Bangor         | ACB Nantes                                      | cargo minéralier   | 1936               | 1936             | 15/05/1939                                                             |
| Penestin       | Bow Mc Lachlan & Co Ltd Paisley                 | cargo minéralier   | 1921               | 09/03/1939       | 04/02/1954                                                             |
| Penthièvre (1) | Brest                                           | pinardier          | 1920               | mars-20          | 1959                                                                   |
| Lorient        | California Shipbuilding Corporation Los Angeles | cargo Liberty Ship | 1943               | 1946             | 1953                                                                   |
| Granville      | Permanente Metals Corporation Richmond          | cargo Liberty Ship | 1944               | 1946             | 1961                                                                   |
| Penlan         | Arsenal de Brest                                | cargo minéralier   | 1947               | 21/02/1947       | 1965                                                                   |
| Penvenan       | Port de Bouc                                    | cargo minéralier   | 1947               | 1947             | 1961                                                                   |
| Penze          | Burrard Drydock Co Vancouver                    | cargo minéralier   | 1948               | 1948             | 21/09/1958                                                             |
| Penmarch (1)   | Chantiers Navals de Caen Blainville             | cargo minéralier   | 1950               | févr-50          | 1968                                                                   |
| Penerf (2)     | ACB Nantes                                      | cargo minéralier   | 1952               | 21/05/1952       | 1965                                                                   |
| Penhir (1)     | ACB Nantes                                      | cargo minéralier   | 1952               | 17/07/1952       | 1961                                                                   |
| Penvern        | ACB Nantes                                      | cargo minéralier   | 1954               | 1954             | 1970                                                                   |
| Penavel (1)    | ACB Nantes                                      | cargo minéralier   | 1955               | 25/02/1955       | 1969                                                                   |
| Pengly         | Grangemouth                                     | cargo minéralier   | 1947               | 1955             | 1967                                                                   |
| Penthievre II  | Chantiers Réunis Loire Normandie Nantes         | cargo pinardier    | 1957               | 1957             | 1973                                                                   |
| Pengall (1)    | CNIM La Seyne sur Mer                           | minéralier         | 1959               | 1959             | 1975                                                                   |
| Penchateau (2) | Chantiers Navals du Trait                       | minéralier         | 1960               | 1960             | 1974                                                                   |
| Pentellina     | Ateliers et Chantiers de la Seine Maritime      | minéralier         | 1961               | 1961             | 1972                                                                   |
| Penquer        | CNC La Ciotat                                   | minéralier         | 1966               | 1966             | févr-78                                                                |
| Penruz         | France Gironde Bordeaux                         | minéralier         | 1967               | 1967             | 1973                                                                   |
| Penerf (3)     | Kaldnes Mek. Verksterd, Tonsberg, Norvège       | minéralier         | 1971               | 1971             | 1981                                                                   |
| Penhir (2)     | Kaldnes Mek. Verksterd, Tonsberg, Norvège       | minéralier         | 1971               | 1971             | 1979                                                                   |
| Penmarch (2)   | Nippon Kokan Kabushiki Kaisha Shimizu           | minéralier         | 1974               | 1974             | 1984                                                                   |
| Penmen         | Astilleros Sevilla                              | minéralier         | 1974               | 1974             | 1985                                                                   |
| Penchateau (3) | Öresundsvarvet Landskrona                       | minéralier         | 1976               | 1976             | 1985                                                                   |
| Penavel (2)    | Nippon Kokan Kabushiki Kaïsha Tsurimi Shipyard  | minéralier         | 1977               | 1977             | 1986                                                                   |
| Pengall (2)    | Kawasaki Heavy Industries Sakaide               | minéralier         | 1982               | 1982             | 1986                                                                   |
| Penbreizh      | Astilleros Sestao                               | minéralier         | 1982               | 1982             | 1986                                                                   |
| Penthievre (2) | Mitsubishi Yokohama                             | pétrominéralier    | 1975               | 1984             | 1985                                                                   |

## Sources
1. ↑  « SOCIETE NANTAISE DES CHARGEURS DE L'OUEST à NANTES (869800441), CA, bilan, KBIS - Infogreffe », sur www.infogreffe.fr (consulté le 25 mars 2019)

- Voiliers et Navires de Nantes
- Compagnies maritimes françaises